# 比林漢姆鎮足球會
比林漢姆鎮足球會（Billingham Town Football Club)是一支位於英格蘭比林漢姆的職業足球會，現於英格蘭北部聯賽甲組角逐。

## 榮譽
- 英格蘭北部聯賽
  - 乙組冠軍 2018–19
  - 聯賽盃冠軍 2007–08
- 蒂賽德聯賽
  - 冠軍 1978–79, 1981–82
- 斯托克頓和地方聯賽
  - 乙組冠軍 1968–69
- 達勒姆挑戰杯
  - 冠軍 2003–04
- 達勒姆業餘杯
  - 冠軍 1975–76[2]

## 紀錄
- 最佳英格蘭足總盃表現: 第四輪資格賽, 2000–01
- 最佳英格蘭足總錦標表現: 第一輪資格賽, 1985–86, 1986–87, 1989–90
- 最佳英格蘭足總瓶表現: 第五輪, 1997–98
- 入場人數紀錄: 1,500 vs 曼城, 英格蘭足總青年盃, 1985
- 最多出場: Paul Rowntree, 505
- 最多入球: Paul Rowntree, 396

## 外部連結
- Official website （页面存档备份，存于）